# Стура-моссен (станція метро)
59°20′05″ пн. ш. 17°57′54″ сх. д. / 59.334722° пн. ш. 17.965° сх. д.
«Стура-моссен » (швед. Stora mossen) — станція Зеленої лінії Стокгольмського метрополітену, обслуговується потягами маршрутів Т17, Т19.
Розташована за 9 км від станції Слюссен.
Пасажирообіг станції в будень —	4,800 осіб (2019)

Розташування: на межі мікрорайонів Ульвсунда і Стора-моссен, район Бромма, Вестерот на заході міста Стокгольм.
Конструкція: відкрита наземна станція з однією острівною прямою платформою.

## Історія
Станцію відкрито 1 жовтня 1944 року у складі Ängbybanan, що прямувала маршрутом Альвік — Ісландстор'єт.
«Ängbybanan» був розроблений і побудований за стандартами метрополітену, але експлуатувався з 1944 року як частина 11 лінії стокгольмського трамваю. 
Метростанцію відкрито 26 жовтня 1952 у складі черги зеленої лінії між станціями Гетор'єт і Веллінгбю. 

## Оздоблення
Художнє оздоблення виконано Маріанною Заборською в 2002 році і складається з облицювання стін кольоровою плиткою та помаранчевої лінії емальованого листового металу.

## Операції
| Попередня станція                | Лінія | Лінія     | Лінія | Наступна станція   |
| -------------------------------- | ----- | --------- | ----- | ------------------ |
| Абрагамсберг до Окесгов          |       | Лінія T17 |       | Альвік до Скарпнек |
| Абрагамсберг до Гессельбю-странд |       | Лінія T19 |       | Альвік до Гагсетра |